# Susan Blakely
Susan Blakely (Fráncfort, 7 de septiembre de 1948) es una actriz y modelo estadounidense nacida en Alemania. Es más conocida por su papel protagónico en la miniserie de 1976 Rich Man, Poor Man, actuación que le valió un Globo de Oro por mejor actriz. Blakely también ha actuado en películas como The Towering Inferno (1974), Report to the Commissioner (1975), Capone (1975), The Concorde ... Airport '79 (1979) y Over the Top (1987).

## Filmografía

### Cine
| Año  | Título                       | Rol               | Notas         |
| ---- | ---------------------------- | ----------------- | ------------- |
| 1972 | Savages                      | Cecily            |               |
| 1973 | The Way We Were              | Judianne          |               |
| 1974 | The Lords of Flatbush        | Jane Bradshaw     |               |
| 1974 | The Towering Inferno         | Patty             |               |
| 1975 | Report to the Commissioner   | Patty Butler      |               |
| 1975 | Shampoo                      | Chica en la calle | No acreditada |
| 1975 | Capone                       | Iris Crawford     |               |
| 1979 | Dreamer                      | Karen             |               |
| 1979 | The Concorde ... Airport '79 | Maggie Whelan     |               |
| 1987 | Over the Top                 | Christina Hawk    |               |
| 1987 | The Survivalist              | Linda Ryan        |               |
| 1989 | Dream a Little Dream         | Cherry Diamond    |               |
| 1989 | My Mom's a Werewolf          | Leslie Shaber     |               |
| 1990 | Out of Sight, Out of Mind    | Alice Lundgren    |               |
| 1992 | Russian Holiday              | Susan Dennison    |               |
| 1994 | Seven Sundays                | Alice             |               |
| 1999 | Gut Feeling                  |                   |               |
| 2001 | Crash Point Zero             | Barbara Esmond    |               |
| 2002 | Hungry Hearts                | Barbi Harris      |               |
| 2004 | L.A. Twister                 | Vivian            |               |
| 2005 | Hate Crime                   | Martha Boyd       |               |
| 2008 | Grizzly Park                 |                   |               |
| 2008 | Mating Dance                 | Abby's Mother     |               |
| 2010 | The Genesis Code             | Beverly Truman    |               |
| 2011 | Beverly Hills Chihuahua 2    | Vivian Ashe       |               |
| 2013 | Green Briefs                 | Theresa           |               |
| 2017 | Displacement                 | Carol Sinclair    |               |